# Astragalus peterfii
Astragalus peterfii Jav. (Cosad) este cea mai valoroasă comoară a rezervației botanice „Fânațele de la Suatu”, județul Cluj (situată în imediata apropiere a comunei Suatu, la o distanță de 26 km este de Cluj). Această specie nu mai poate fi găsită în nici o altă parte a țării sau a lumii. Prin părțile locului este denumită popular "lintea-pratului". Apare în pâlcuri de pe coastele înierbate, abrupte, pe solurile argiloase mai adânci din partea sud-vestică a rezervației, ocupând rupturile de pe terenurile golașe, cauzate de alunecările de teren. Este o leguminoasă fragilă, zveltă, de o culoare suriu-verzuie, cu frunze uniform repartizate pe tulpină, formate din 5-7 perechi de foliole păroase. Inflorescența, la început compactă, mai apoi alungită, este formată din flori de tip papilonaceu de culoare gălbuie, ce vor da naștere unor păstăi de 2–3 cm, drepte, acoperite cu o rețea de peri negri și albi. Relict postglaciar, Astragalus péterfii s-a conservat doar în acest colț al lumii, devenind astăzi un obiectiv științific și o piesă de preț a patrimoniului floristic românesc.